# Host adapter

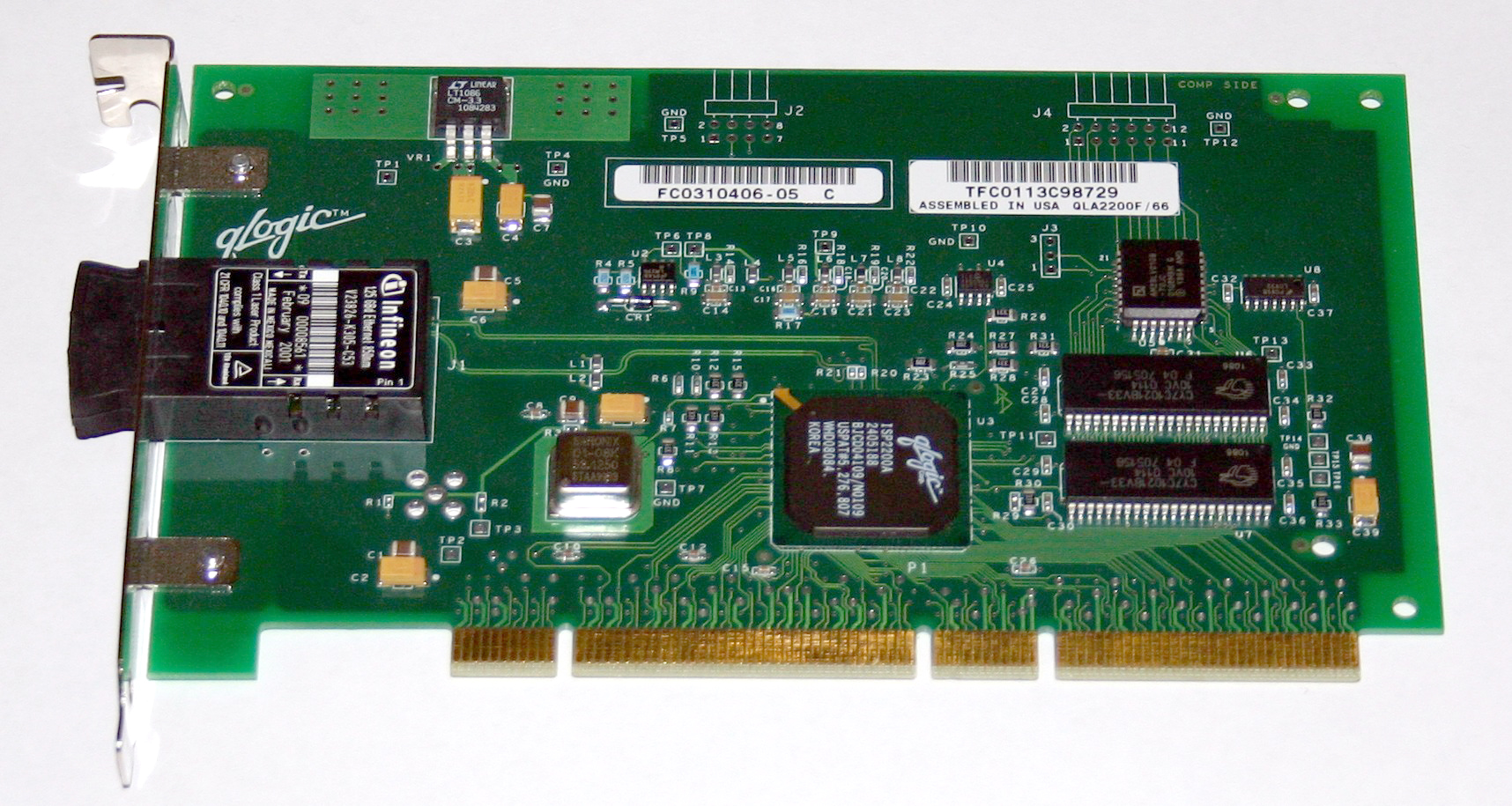
Fibre Channel Host Bus Adapter (64bitová karta PCI-X)

Host adapter,  host bus adapter (HBA) nebo SCSI host adapter je hardware propojující počítač s jiným síťovým a paměťovým zařízením. Někdy je technicky nesprávně nazýván jako SCSI controller nebo jen SCSI card, protože SCSI je systémové rozhraní a každé zařízení připojené ke sběrnici má svého vlastního „kontrolora“. Logicky je tedy host adaptér pouze SCSI zařízení jako každé jiné. Jeho úkolem je představovat prostředníka mezi SCSI sběrnicí a interní počítačovou I/O sběrnicí.
Od doby, kdy se SCSI stalo „inteligentním“ rozhraním, ve smyslu schopnosti vykonávat mnoho funkcí a komunikovat různými způsoby, mnoho SCSI host adaptérů se soustředilo spíše na speciální funkce a mohou hrát velkou roli ve zvyšování výkonu. V některých případech může být host adaptér důležitým klíčem k dobré implementaci SCSI v počítači, protože nezáleží na tom kolik je ke sběrnici připojených periferií, vše jde totiž přes host adaptér.
Termín HBA se primárně používá jako zařízení propojující SCSI, Fibre Channel nebo SATA. Host adaptér však může propojovat i systémy jako například ATA, Ethernet, FireWire, USB a další.